# Aeroportul Kyzylorda
Aeroportul Kyzylorda (IATA: KZO, ICAO: UAOO) este un aeroport din Qyzylorda, Qyzylorda, Kazahstan ce deservește zona Qyzylorda. Aeroportul a fost tranzitat în 2018 de 203.386 de pasageri. A fost deschis în 1987 și numit după zona deservită.
Situat la o altitudine de 131 m, aeroportul dispune de 1 pistă.

## Infrastructură

### Piste
Aeroportul dispune de o singură pistă. Pista 05/23 are suprafața de asfalt și dimensiunile 2.700 m × 45 m. 